# Maximilian Aichern
Maximilian Aichern (ur. 26 grudnia 1932 w Wiedniu) – austriacki duchowny rzymskokatolicki, benedyktyn, w latach 1982-2005 biskup diecezjalny Linzu. 

## Życiorys
1 marca 1955 złożył śluby zakonne w zakonie benedyktynów. 9 lipca 1959 uzyskał święcenia kapłańskie. 15 grudnia 1981 papież Jan Paweł II mianował go biskupem Linzu. Sakry udzielił mu 17 stycznia 1982 kardynał Franz König, ówczesny arcybiskup metropolita Wiednia. 18 maja 2005 złożył rezygnację i przeszedł na wcześniejszą emeryturę w wieku 72 lat (wiek emerytalny biskupów przewidziany w prawie kanonicznym to 75 lat). Od tego czasu pozostaje biskupem seniorem diecezji. 